# Kent McCord
Kent McCord, nacido Franklin Kent McWhirter (Los Ángeles, California; 26 de septiembre de 1942) es un actor estadounidense.

## Carrera
Comenzó su carrera haciendo de extra en películas como Viva Las Vegas (1964) y Roustabout (1964) con Elvis Presley, The Americanization of Emily (1964), con James Garner, y  The Disorderly Orderly (1964), con Jerry Lewis.
También tuvo papeles en las películas ¿Y dónde está el piloto? II (1982), como el navegador Dave Unger, Depredador 2 (1990), como el capitán B. Pilgrim, Illicit Behavior (1992), Return of the Living Dead III (1993), como el coronel John Reynolds, With Criminal Intent (1995), Megiddo: The Omega Code 2 (2001), y Run Ronnie Run (2002).

## Televisión
Tuvo su primer papel televisivo en la serie The Adventures of Ozzie & Harriet (1964), donde interpretó a un estudiante. En 1967 interpretó al agente Jim Reed en 8 episodios de la legendaria serie de detectives Dragnet, creada y protagonizada por Jack Webb. Webb también fue el creador de la serie Adam-12 (1968-1975) que lanzó a la fama a McCord por su interpretación del agente Jim Reed durante 174 episodios de la serie, donde tenía por compañero al agente Pete Malloy (interpretado por Martin Milner). Adam-12 fue una de las series policiales más exitosas de todos los tiempos.
Como actor invitado McCord intervino, entre otras series, en El virginiano, Alma de acero, Ironside, Emergency!, Marcus Welby, M.D., The Love Boat, Galáctica como el capitán Troy, Monsters y MacGyver.

## Enlaces
http://www.imdb.com/name/nm0566382/
- Datos: Q3195290
- Multimedia: Kent McCord / Q3195290